# Costus le-testui
Costus le-testui là một loài thực vật có hoa trong họ Costaceae. Loài này được Pellegr. mô tả khoa học đầu tiên năm 1929.